# Joseph-Henri Lacombe
Joseph Henri Lacombe est un homme politique français né le 16 janvier 1761 à Saint-Antonin-de-Lacalm (Tarn) et mort le 4 janvier 1812 à Toulouse (Haute-Garonne).

## Biographie
Juge de paix, il est député de l'Aveyron à la Convention. Il vote la mort de Louis XVI. Il est ensuite juge suppléant au tribunal civil de Toulouse, jusqu'à son décès.

## Sources
- « Joseph-Henri Lacombe », dans Adolphe Robert et Gaston Cougny, Dictionnaire des parlementaires français, Edgar Bourloton, 1889-1891 [détail de l’édition]